# Suderburg
Suderburg – miejscowość i gmina w Niemczech, w kraju związkowym Dolna Saksonia, w powiecie Uelzen, siedziba gminy zbiorowej Suderburg.